# 1322
Пізнє Середньовіччя •  Реконкіста •  Ганза •  Авіньйонський полон пап •  Монгольська імперія

## Геополітична ситуація
Андронік II Палеолог є імператором Візантійської імперії (до 1328). За титул короля Німеччини ведуть боротьбу Фрідріх Австрійський та Людвіг Баварський. У Франції на трон зійшов Карл IV Красивий (до 1328).
Апеннінський півострів розділений: північ належить Священній Римській імперії, середню частину займає Папська область, південь належить Неаполітанському королівству. Деякі міста півночі: Венеція, Піза, Генуя тощо, мають статус міст-республік. Триває боротьба гвельфів та гібелінів.
Майже весь Піренейський півострів займають християнські Кастилія і Леон, Арагонське королівство та Португалія, під владою маврів залишилися тільки землі на самому півдні. Едуард II є королем Англії (до 1327), Магнус Еріксон — королем Норвегії та Швеції (до 1364). Королем Данії є Хрістофер II (до 1326), королем Польщі — Владислав I Локетек (до 1333).
Руські землі перебувають під владою Золотої Орди. Галицько-Волинське князівство очолюють Лев Юрійович та Андрій Юрійович. Дмитро Михайлович Грізні Очі має ярлик на Володимиро-Суздальське князівство (до 1325).
Монгольська імперія займає більшу частину Азії, але вона розділена на окремі улуси, що воюють між собою. У Китаї, зокрема, править монгольська династія Юань. У Єгипті владу утримують мамлюки. Мариніди правлять у Магрибі. Делійський султанат є наймогутнішою державою Північної Індії, а на півдні Індії панують держава Хойсалів та держава Пандья. В Японії триває період Камакура.
Цивілізація мая переживає посткласичний період. Почали зароджуватися цивілізація ацтеків та інків.

## Події

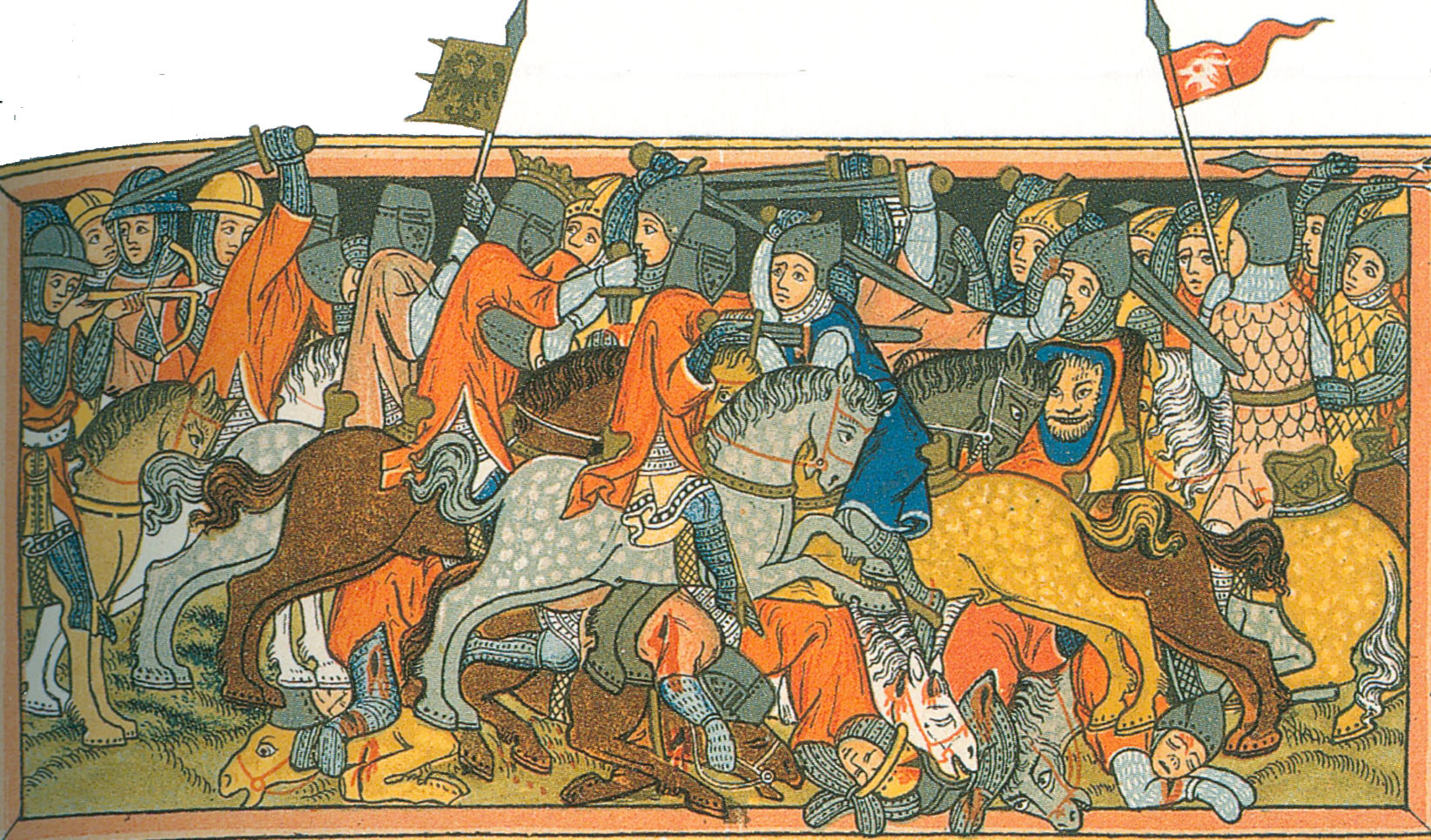
Битва під Мюльдорфом

- 8 грудня князь Любарт Гедимінович подарував Луцькій церкві Іоана Богослова маєтності кількох сіл, серед котрих називається «Будорозк», а в іншому записі «Будораж» — сучасне село Будераж Здолбунівського району.
- Ярлик на володимирський престол отримав у Золотій Орді Дмитро Михайлович Грізні Очі.
- Стефана Уроша III короновано королем Сербії після перемоги над Стефаном Костянтином.
- У битві біля Мюльдорфа баварські війська здолали австрійців. Фрідріх Австрійський потрапив у полон до Людвіга Баварського.
- Королем Франції та Наварри став Карл IV Красивий. Він знову вигнав євреїв з Франції.
- Король Англії Едуард II завдав кількох поразок військам баронів, що збунтували проти його правління. Роджер Мортімер потрапив у Тауер, Томаса Ланкастера страчено.
- Шотландські війська Роберта Брюса завдали поразки англійцям в Йоркширі.